# Koran Tempo
Koran Tempo – indonezyjski dziennik. Jego pierwszy numer ukazał się w 2001 roku. Nakład pisma wynosił ok. 100 tys. egzemplarzy.
Wydawcą „Koran Tempo” jest przedsiębiorstwo Tempo Inti Media.
Od stycznia 2021 r. gazeta jest wydawana wyłącznie w formie elektronicznej.